# Раймонд Ауманн
Раймонд Ауманн (нім. Raimond Aumann, нар. 12 жовтня 1963, Аугсбург) — німецький футболіст, що грав на позиції воротаря.
Більшу частину кар'єри провів у «Баварії», з якою виграв низку національних трофеїв, а також національну збірну Німеччини. У складі збірної — чемпіон світу.

## Клубна кар'єра
Розпочав займатись футболом 1970 року у клубі «Штадтверке» з рідного Аугсбурга, а 1976 року потрапив в головний клуб міста «Аугсбург», де грав у юнацькій команді.
У 1980 році став гравцем молодіжної команди «Баварії», і вже через два роки підписав професійний контракт з клубом. Спочатку Ауманн був четвертим воротарем після знаменитих Манфреда Мюллера, Вальтера Юнгганса і Жана-Марі Пфаффа. У вересні 1982 року команду покинув Юнгганс, влітку 1984 року — Мюллер і Ауманн з Пфаффом залишилися на тривалий час наодинці. Дебютувавши в Бундеслізі 25 серпня 1984 року у воротах «Баварії» у матчі проти «Армінії», Раймонд став основним голкіпером і залишався таким до травми хрестоподібних зв'язок, яку він зазнав у березні 1986 році. Через неї він не грав протягом усього сезону 1986/87 і повернувся на поле лише 26 вересня 1987 року в матчі проти «Шальке 04». В кінці того сезону Пфафф покинув клуб і Ауманн знову став основним воротарем, яким і залишався до 1994 року, за винятком сезону 1991/92, в якому через травму зіграв лише у 13 матчах чемпіонату і його підміняв спеціально запрошений легендарний ветеран Гаральд Шумахер. В усіх інших сезонах Раймонд проводив за мюнхенців по 32 або більше матчів в Чемпіонаті, причому з 1992 року був капітаном команди.
Ауманн зіграв в його останньому сезоні за клуб 32 з 34 матчів, останній з яких відбувся 7 травня 1994 року вдома проти «Шальке 04» (2:0). Загалом же за дванадцять сезонів в Мюнхені, він шість разів ставав чемпіоном Німеччини, по два рази виборював титул володаря Кубка та Суперкубка ФРН. Крім цього став з командою фіналістом Кубка європейських чемпіонів 1986/87, хоча і був запасним в програному фіналі «Порту» (1:2). При цьому з 1988 по 1994 рік він був одним з найкращих воротарів у Німеччині, і в 1994 році він був визнаний найкращим воротарем сезону за версією журналу Kicker.
У 1994 році місце у воротах «Баварії» зайняв молодий Олівер Кан і Ауманн вирішив покинути команду, підписавши контракт з турецьким «Бешикташем», який очолював його співвітчизник Крістоф Даум. З командою у сезоні 1994/95 Раймонд став чемпіоном Туреччини, після чого в кінці того ж року через травму завершив професійну ігрову кар'єру.

## Виступи за збірні
23 квітня 1980 року дебютував за юнацьку збірну ФРН U-16 проти Швейцарії (3:0), за яку більше не грав, а з листопада того ж року став залучатись до матчів збірної до 18 років, за яку протягом трьох років провів 13 матчів.
З 16 жовтня 1984 року по 15 жовтня 1985 року залучався до складу молодіжної збірної Німеччини. На молодіжному рівні зіграв у 7 офіційних матчах.
6 вересня  1989 року дебютував в офіційних іграх у складі національної збірної ФРН товариським матчем з національною командою Ірландії (1:1), замінивши в перерві основного воротаря збірної Бодо Ілгнера. 
Наступного року у складі збірної був учасником чемпіонату світу 1990 року в Італії, здобувши того року титул чемпіона світу, проте на полі жодного разу не з'являвся.
Єдиний матч, коли він відіграв всі 90 хвилин, був його останнім четвертим матчем за збірну. 10 жовтня 1990 року збірна ФРН виграла у збірної Швеції з рахунком 3:1.
Його серйозна травма коліна в 1991 році і конфлікт з новим тренером збірної Берті Фогтсом призвела до того, що більше за збірну Ауманн не грав, а його місце дублера Ілгнера зайняв Андреас Кепке.

## Статистика
| Чемпіонат | Чемпіонат  | Чемпіонат  | Ліга | Ліга |
| Сезон     | Клуб       | Ліга       | Ігри | Голи |
| Німеччина | Німеччина  | Німеччина  | Ліга | Ліга |
| --------- | ---------- | ---------- | ---- | ---- |
| 1982/83   | «Баварія»  | Бундесліга | 0    | 0    |
| 1983/84   | «Баварія»  | Бундесліга | 0    | 0    |
| 1984/85   | «Баварія»  | Бундесліга | 20   | 0    |
| 1985/86   | «Баварія»  | Бундесліга | 11   | 0    |
| 1986/87   | «Баварія»  | Бундесліга | 0    | 0    |
| 1987/88   | «Баварія»  | Бундесліга | 9    | 0    |
| 1988/89   | «Баварія»  | Бундесліга | 34   | 0    |
| 1989/90   | «Баварія»  | Бундесліга | 33   | 0    |
| 1990/91   | «Баварія»  | Бундесліга | 32   | 0    |
| 1991/92   | «Баварія»  | Бундесліга | 13   | 0    |
| 1992/93   | «Баварія»  | Бундесліга | 32   | 0    |
| 1993/94   | «Баварія»  | Бундесліга | 32   | 0    |
| Туреччина | Туреччина  | Туреччина  | Ліга | Ліга |
| 1994/95   | «Бешикташ» | Суперліга  | 33   | 0    |
| 1995/96   | «Бешикташ» | Суперліга  | 8    | 0    |
| Країна    | Німеччина  | Німеччина  | 216  | 0    |
| Країна    | Туреччина  | Туреччина  | 41   | 0    |
| Всього    | Всього     | Всього     | 257  | 0    |

| Збірна Німеччини | Збірна Німеччини | Збірна Німеччини |
| Роки             | Ігри             | Голи             |
| ---------------- | ---------------- | ---------------- |
| 1989             | 1                | 0                |
| 1990             | 3                | 0                |
| Всього           | 4                | 0                |

## Титули і досягнення
- Чемпіон Німеччини (6):

«Баварія»: 1984/85, 1985/86, 1986/87, 1988/89, 1989/90, 1993/94
- Володар Кубка ФРН (2):

«Баварія»: 1983/84, 1985/86
- Володар Суперкубка Німеччини (2):

«Баварія»: 1987, 1990
- Чемпіон Туреччини (1):

«Бешікташ»: 1994/95
Збірні
- Чемпіон світу (1): 1990